# Vidor Gyula
Vidor Gyula (Újvidék, 1888. október 9. – Szatmárnémeti, ?) magyar újságíró, író, szerkesztő.

## Életútja, munkássága
Újságírói pályájának állomásai: Arad, Fiume, Marosvásárhely, Szatmárnémeti. Szerkesztette a Makói Hírlapot, majd 1921–25 között az Aradon megjelent Rendkívüli Újság c. hetilapot, közben kétszer is (1922, 1928) a Szatmári Hírlapot, a Szemlét. Ugyancsak ő volt a szerkesztője a Szatmár megyei írók antológiájának (Szatmárnémeti, 1925).

## Kötetei
- Csak énekeljetek (elbeszélések, Berger Marcellel, Szatmárnémeti é. n.);
- Huszadik század (novellák, Arad, 1911);
- Étterem (erkölcsrajz egy felvonásban, Nagykároly, 1922);
- Két asszony, egy fóka (színjáték a mai társadalomból 3 felvonásban, Nagykároly, 1922);
- Mister Faun (színjáték három felvonásban, Lengyel Menyhért előszavával, Szatmárnémeti, 1928).